# Kostel Všech svatých (Rokytnice v Orlických horách)
Kostel Všech svatých je římskokatolický orientovaný farní kostel farnosti Rokytnice v Orlických horách Archivováno 2. 2. 2017 na Wayback Machine.. Je chráněn jako kulturní památka České republiky.

## Historie
Kostel je situován na místě dřevěného kostela ze 14. století, který byl zničen roku 1661 požárem. Stavitelem kostela byl Johann Kriestes z Kladská Bystřice. Přestavěn a zvětšen byl kostel v letech 1735-1736. Na rekonstrukci kostela v letech 1993-1999 přispěli dárci z České republiky, Německa a Polska.

## Architektura
Jednolodní, obdélníková stavba s polygonálním presbytářem.

## Interiér
Inventář pochází z 18. až 19. století. Rámový oltář s obrazem Kristovy Rodiny je z roku 1794 od sochaře J. Steinera z Javornice.

## Bohoslužby
Bohoslužby se konají v neděli v 10.00, ve středu a v pátek od 18.00.

## Galerie

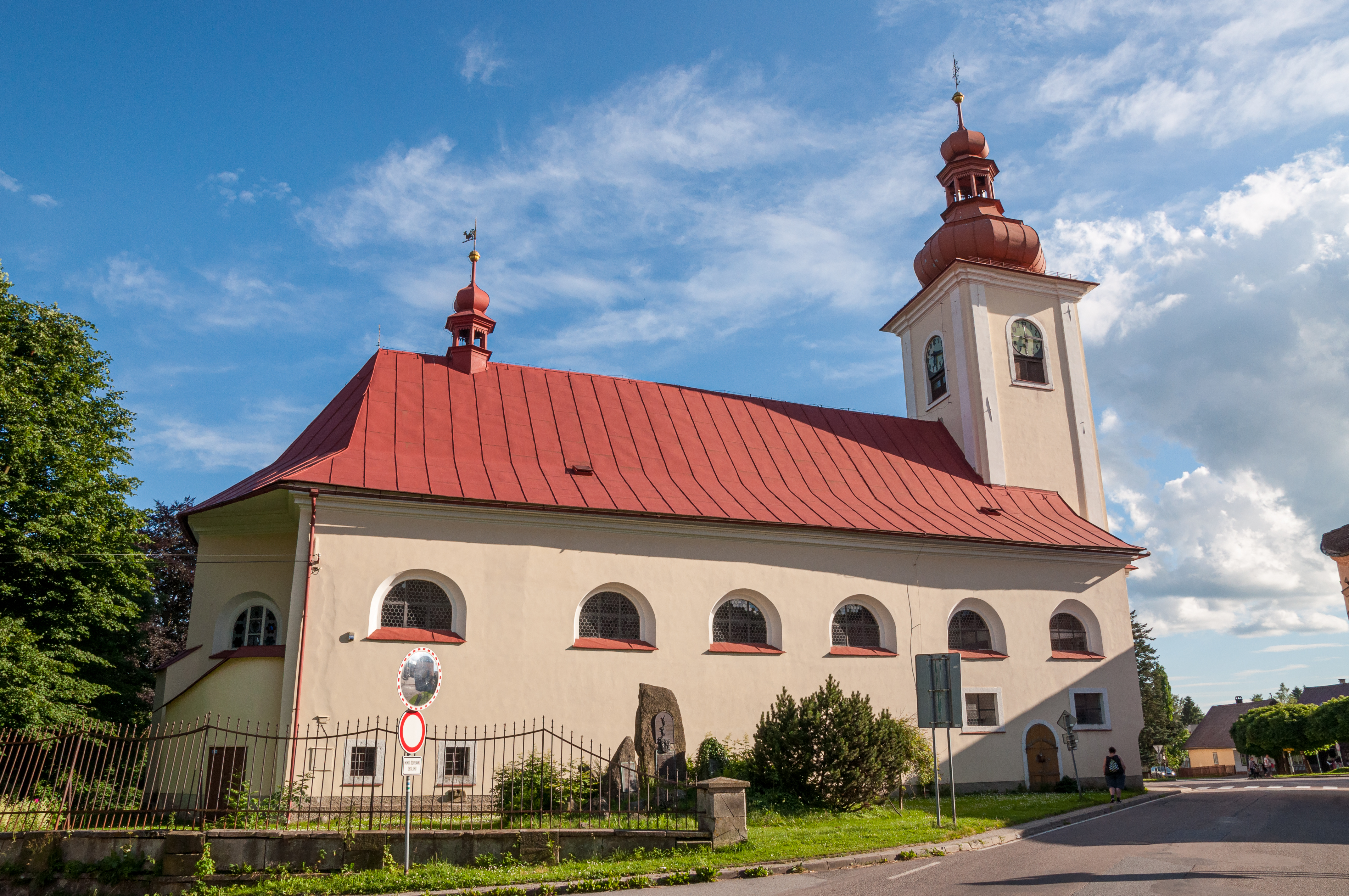
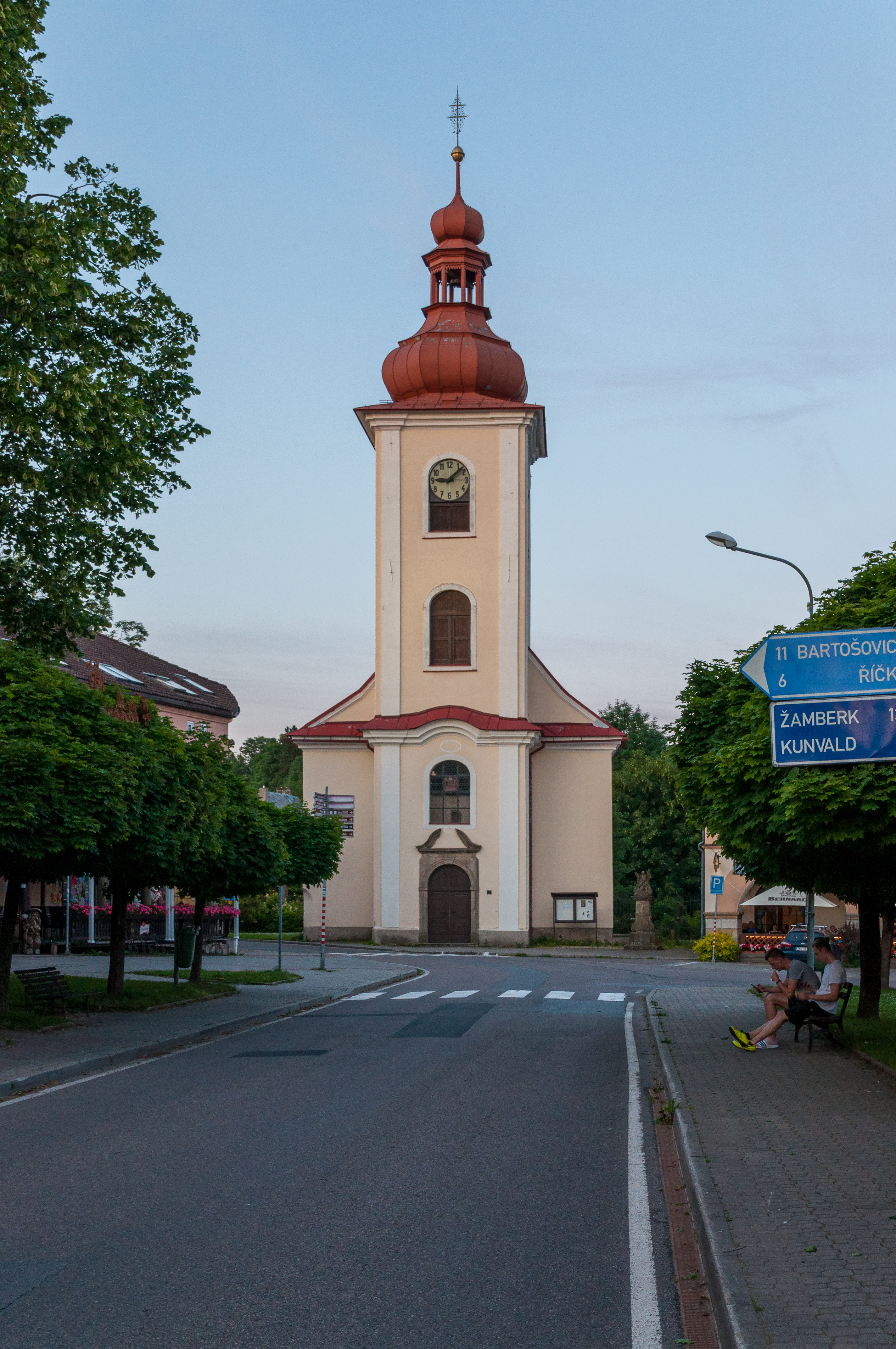
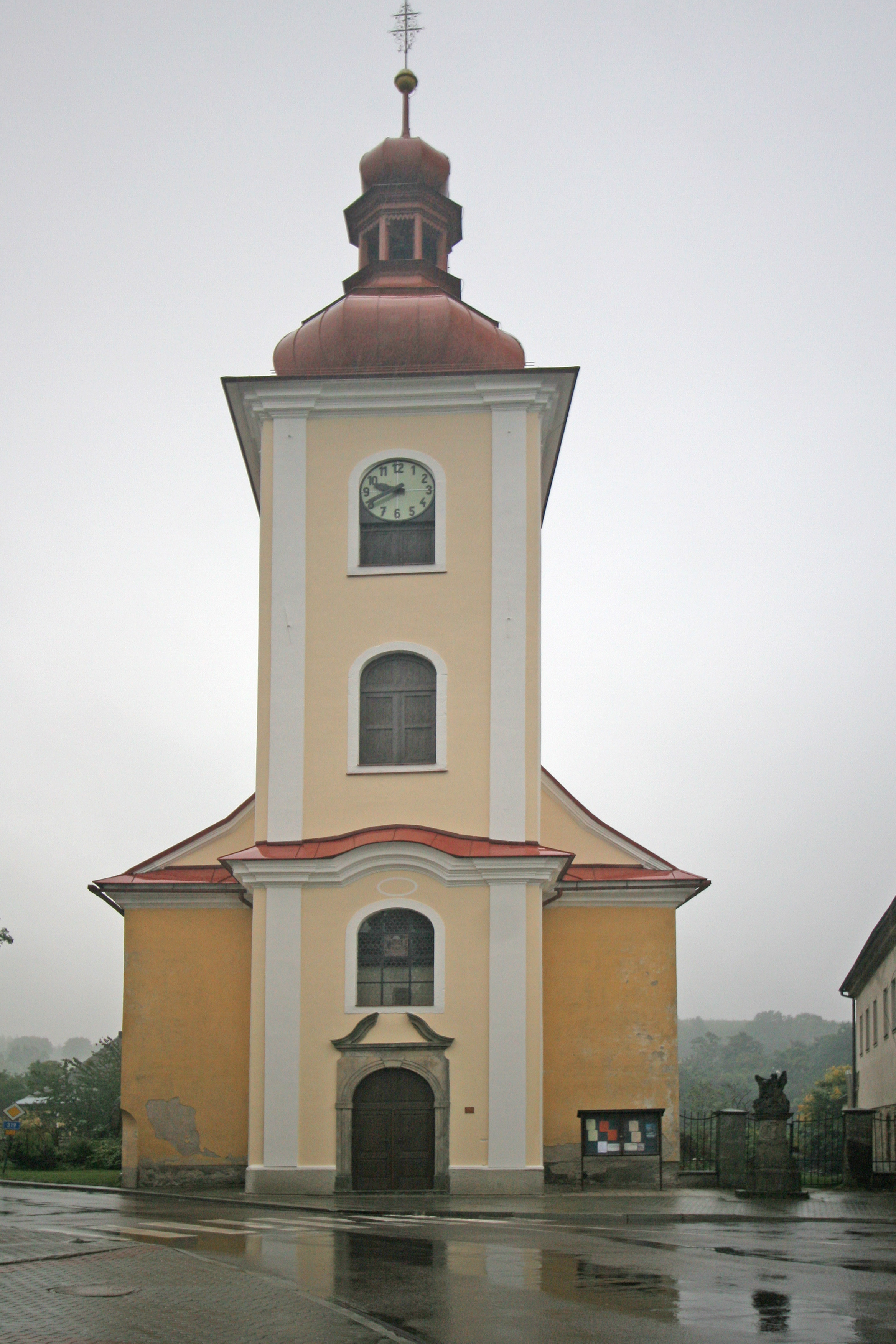
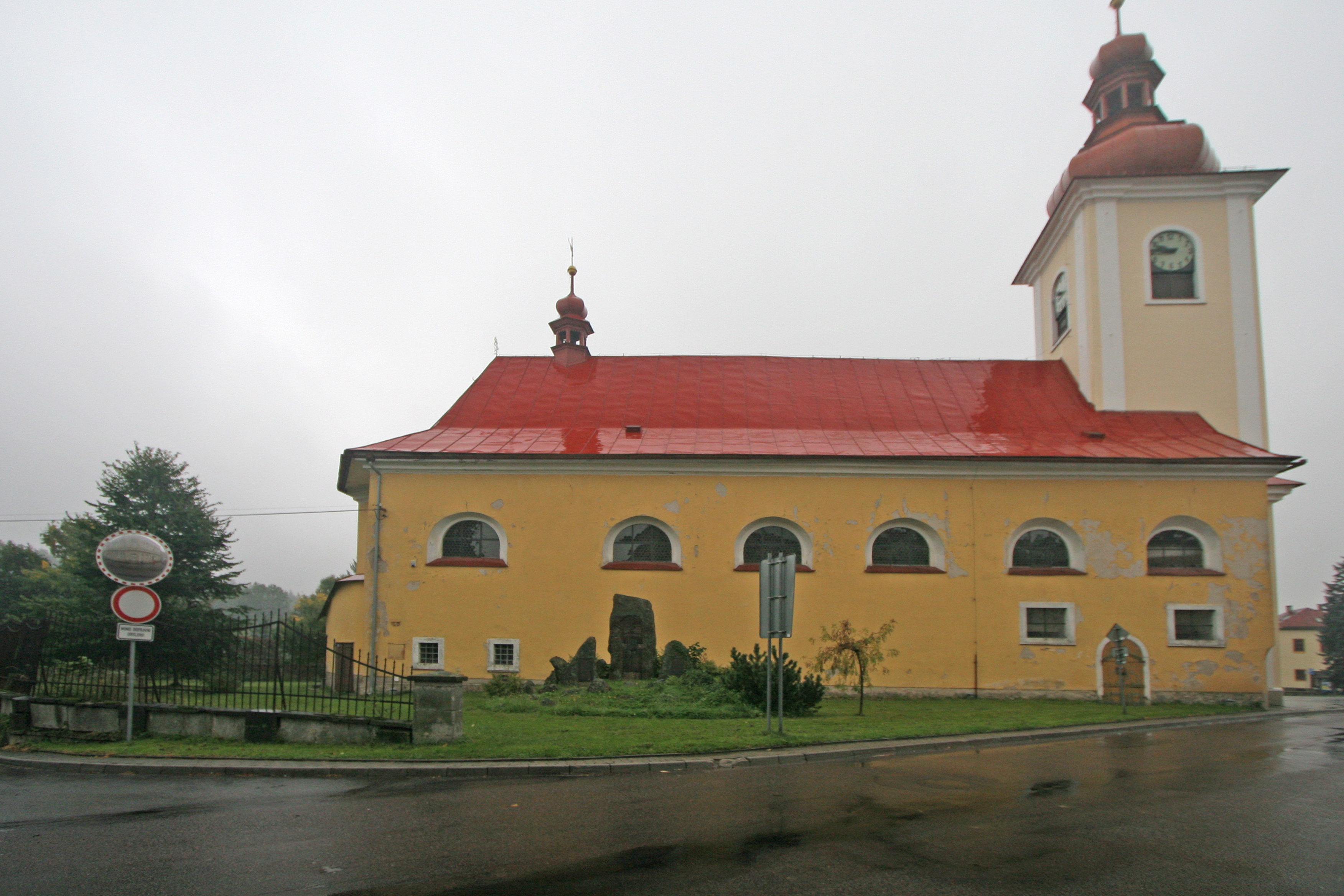
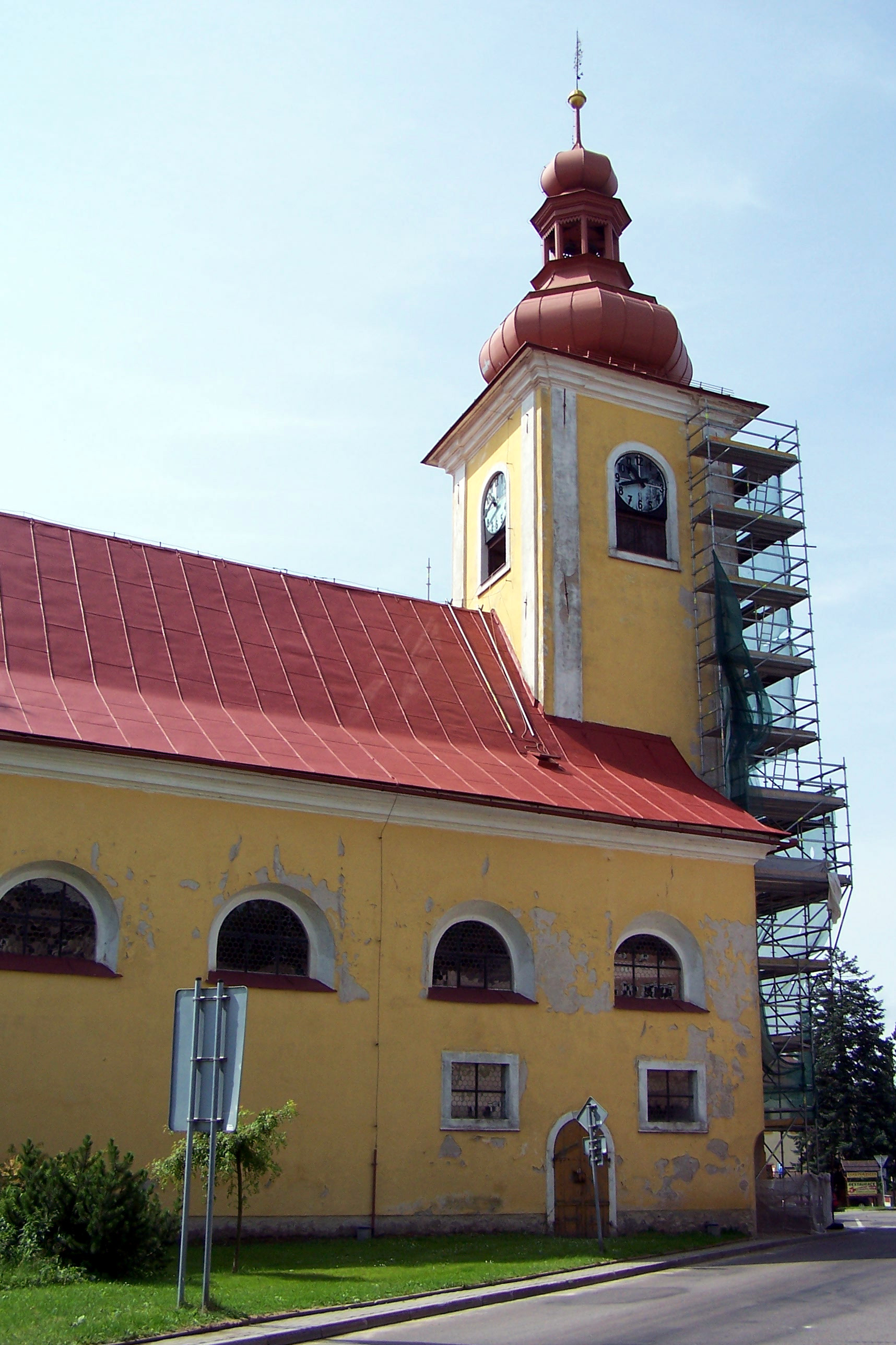
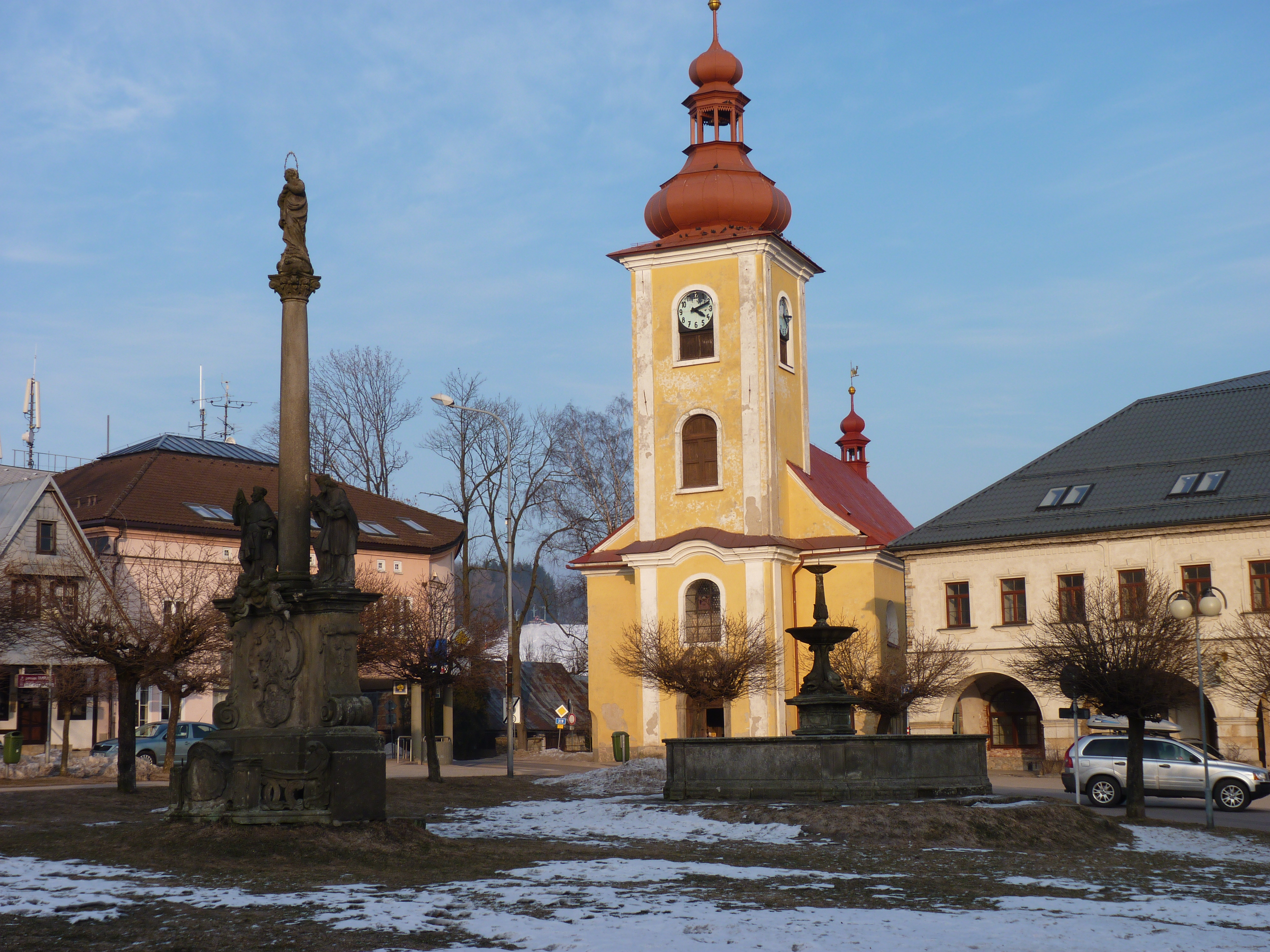